# New Orleans Pelicans

Logo-ul anterior

New Orleans Pelicans este un club de baschet din New Orleans, Louisiana. În prezent evoluează în Divizia Sud-vest a Conferinței de Vest din National Basketball Association.
A fost fondat în 2002 cu numele New Orleans Hornets. În 2005, din cauza distrugerilor produse de Uraganul Katrina, echipa s-a mutat în Oklahoma City unde a evoluat până în 2007, sub numele New Orleans/Oklahoma City Hornets. Echipa s-a întors în New Orleans începând din sezonul 2007-2008. Din 2013 echipa poartă denumirea New Orleans Pelicans.